# 鹿铃
《鹿铃》是上海美术电影制片厂在1982年摄制并公映的一部短篇水墨动画电影，编剧是桑弧。剧情来源于庐山“白鹿洞书院”流传的美丽传说。影片以其含蓄内敛的风格打动了观众和评审，获得莫斯科国际电影节动画片特别奖和金鸡奖最佳美术片奖。

## 创作突破
- 作为水墨动画，《鹿铃》在动作、色彩方面做了大胆的尝试，比如鹿鹰搏斗一场戏，运用了一些透视变化较大的景深镜头，还有鹿的冲镜大特写等等，被视为先驱性尝试。[2]

## 員工
- 編劇：桑弧
- 導演：唐澄、鄔強
- 美術設計：程十發
- 背景設計：方濟眾 方彭年
- 攝影：段孝萱
- 動畫設計：常光希、陸青、鄔美坤、潘積耀、黃煒、傅裴卿、袁素琴、曹正鴻
- 效果：張元浩
- 作曲：吳應炬
- 指揮：王永吉
- 演奏：上影樂團

## 获奖记录
| 评奖名称                       | 奖项         | 结果 |
| ------------------------------ | ------------ | ---- |
| 中华人民共和国文化部优秀影片奖 | 优秀影片     | 獲獎 |
| 第3届中国电影金鸡奖            | 最佳美术片   | 獲獎 |
| 第13届莫斯科国际电影节         | 动画片特别奖 | 獲獎 |